# 5072 Хіокі
5072 Хіокі (5072 Hioki) — астероїд головного поясу, відкритий 9 жовтня 1931 року.
Тіссеранів параметр щодо Юпітера — 3,277.